# Schalkenbach (Dreisbach)
Der Schalkenbach ist ein orographisch rechter Zufluss des Dreisbachs auf der Gemarkung der Gemeinde Blankenheim im Kreis Euskirchen in Nordrhein-Westfalen sowie der Ortsgemeinde Ohlenhard im Landkreis Ahrweiler in Rheinland-Pfalz.
Er entspringt in einem Waldgebiet nördlich des Blankenheimer Ortsteils Lommersdorf und verläuft dort auf einer Länge von rund 930 m vorwiegend in nordöstlicher Richtung. Anschließend überquert er die Landesgrenze von Nordrhein-Westfalen nach Rheinland-Pfalz und fließt weiter auf einer Länge von rund 590 m in der genannten Richtung. Von Süden und damit orographisch von rechts fließt der Gierscheidseifen zu. Beide vereinen sich vor einem kleinen Staubecken, das als Fischteich genutzt wird. Anschließend fließt der Schalkenbach rund weitere 760 m in nordöstlicher Richtung und entwässert schließlich östlich von Ohlenhard in den von Westen kommenden Dreisbach.